# Aureoboletus
Genre
Aureoboletus  est un genre de champignons basidiomycètes de la famille des Boletaceae.

## Sporophore
Cuticule visqueuse ou viscidule à sec, ridulée et blanche.
Hyménium tubulé, jaune vif au début, immuable. 
Stipe glabre, parfois superficiellement pruineux, visqueux à sec. 
Sporée brun olive, lisse, fusiforme, inamyloïde. 

### Habitat
Surtout dans les zones tempérées nord et tropicales nord, peut-être tropiques du sud.
Mycorhizes avec les Pinacées et les Fagacées.

### Liste des espèces d'Aureoboletus
- Aureoboletus auriporus (Peck) Pouzar, Amérique du Nord, Amérique du Sud
- Aureoboletus gentilis (Quelet) Pouzar, Afrique, Europe, Amérique du Nord
- Aureoboletus novoguineensis
- Aureoboletus subacidus (Murill), Amérique du Nord
- Aureoboletus thibetanus (Pat.) Hongo & Nagas, Asie
- Aureoboletus projectellus , pays baltes

### Anciens aureoboletus
Aureoboletus reticuloceps (synonyme)
Boletus reticuloceps 